# 樱桃

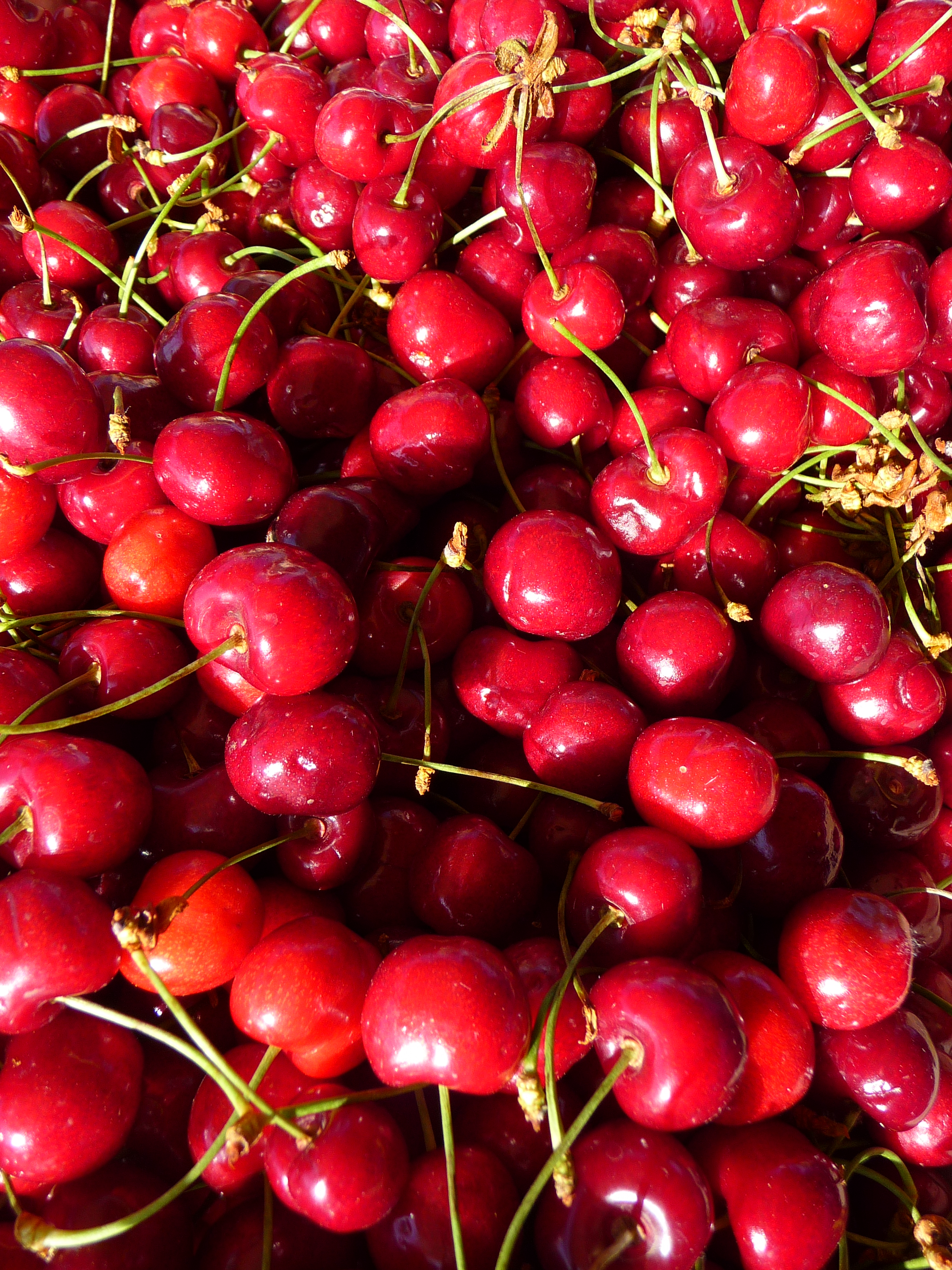
红色的欧洲甜樱桃（红车厘子）

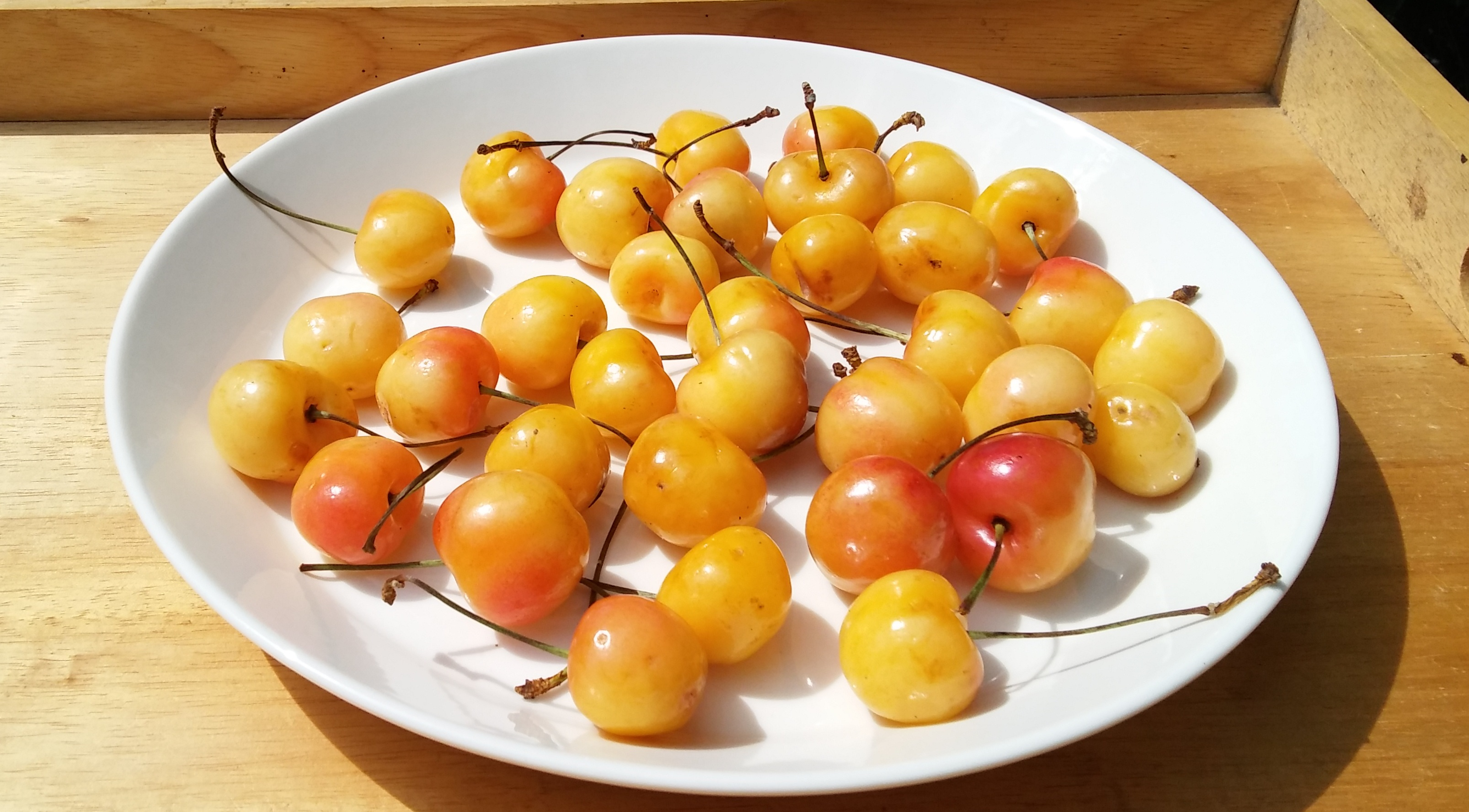
黄色的欧洲甜樱桃（金车厘子）

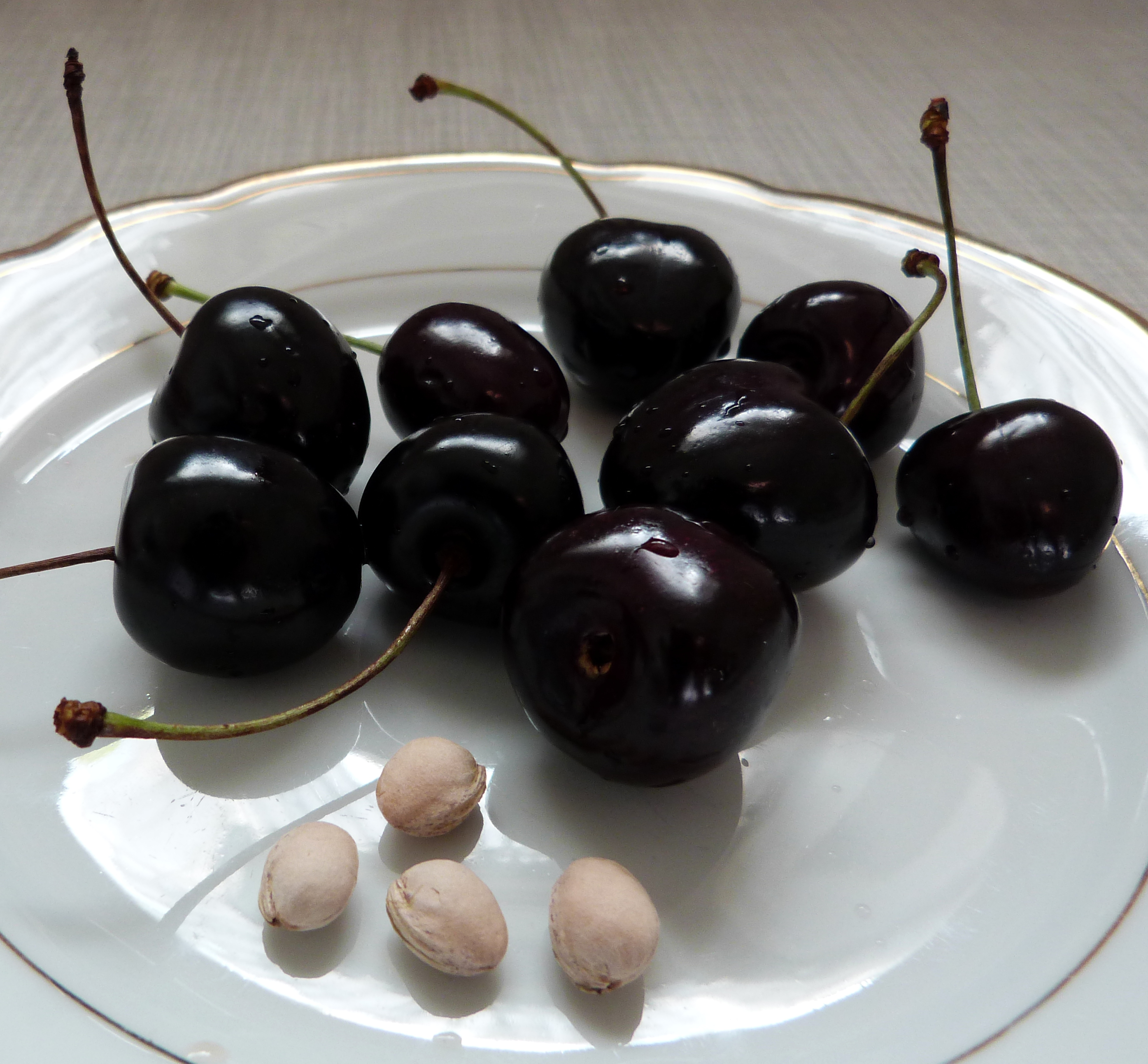
黑色的欧洲甜樱桃（黑车厘子）

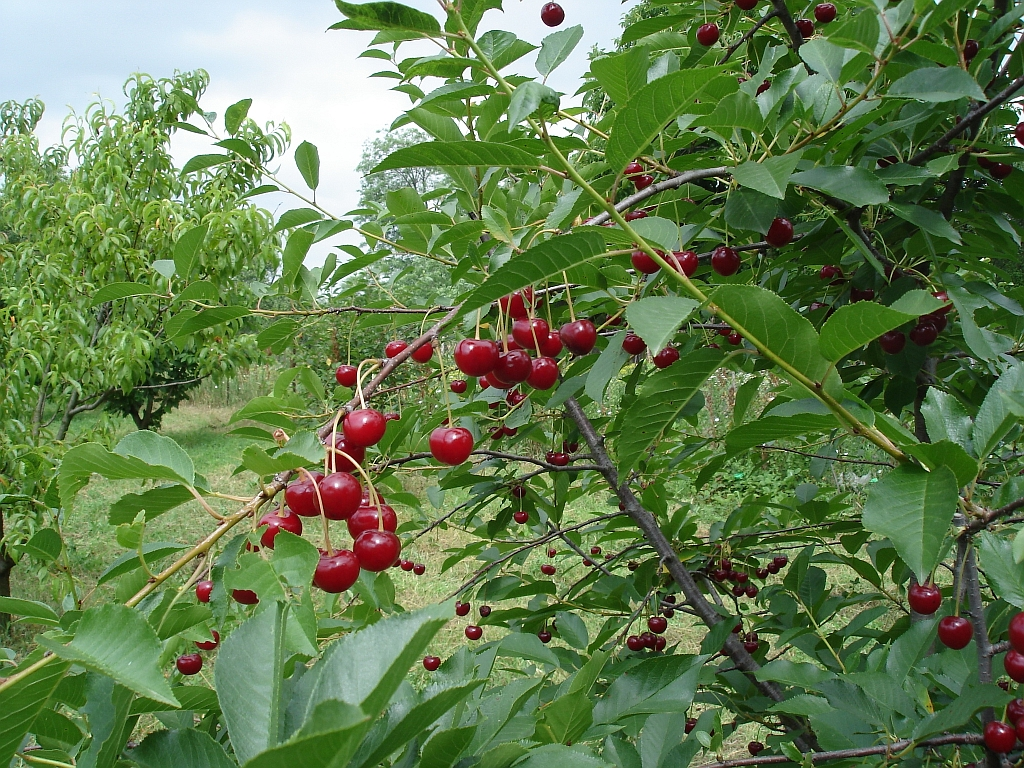
欧洲酸樱桃（酸车厘子）

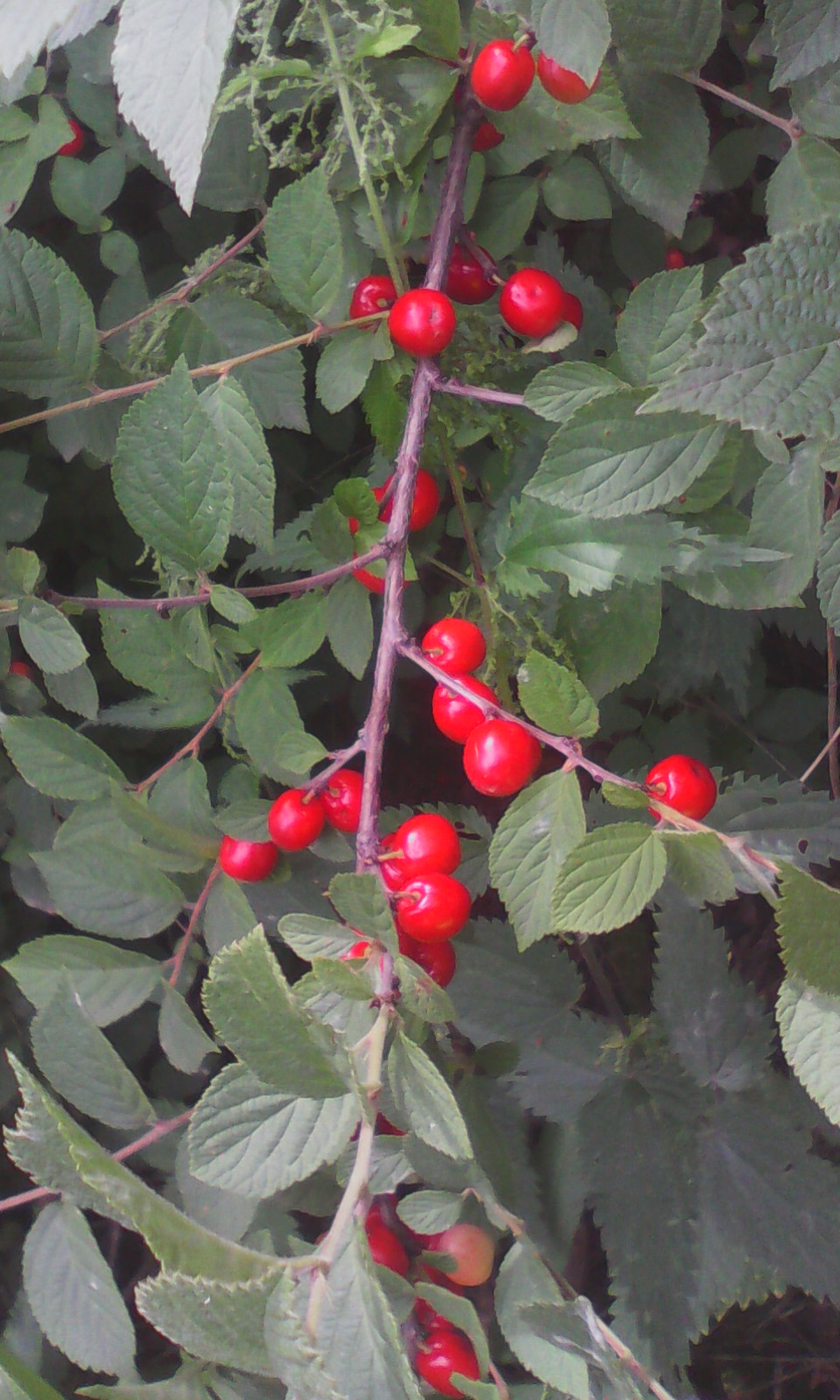
毛樱桃

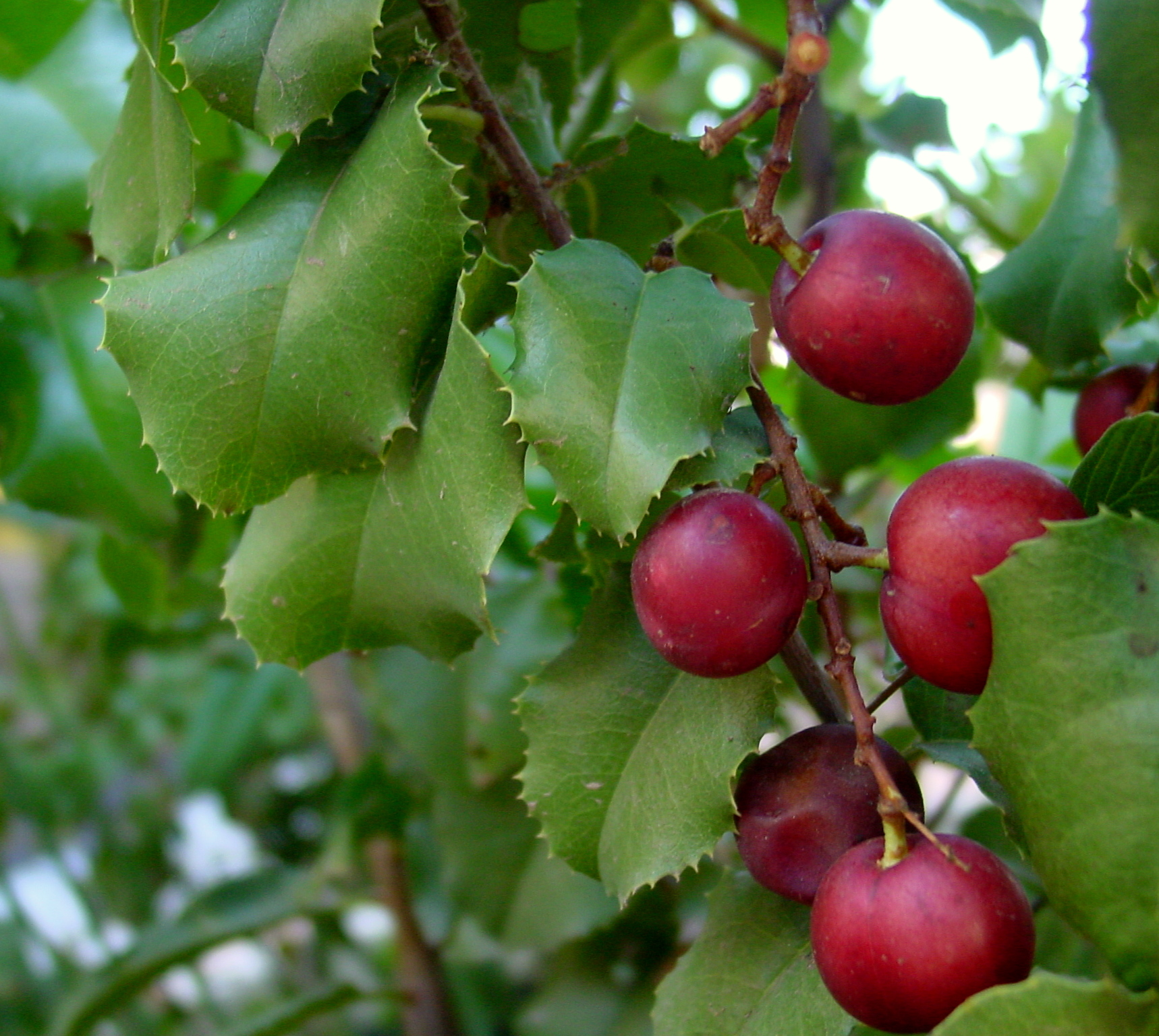
冬青叶樱桃

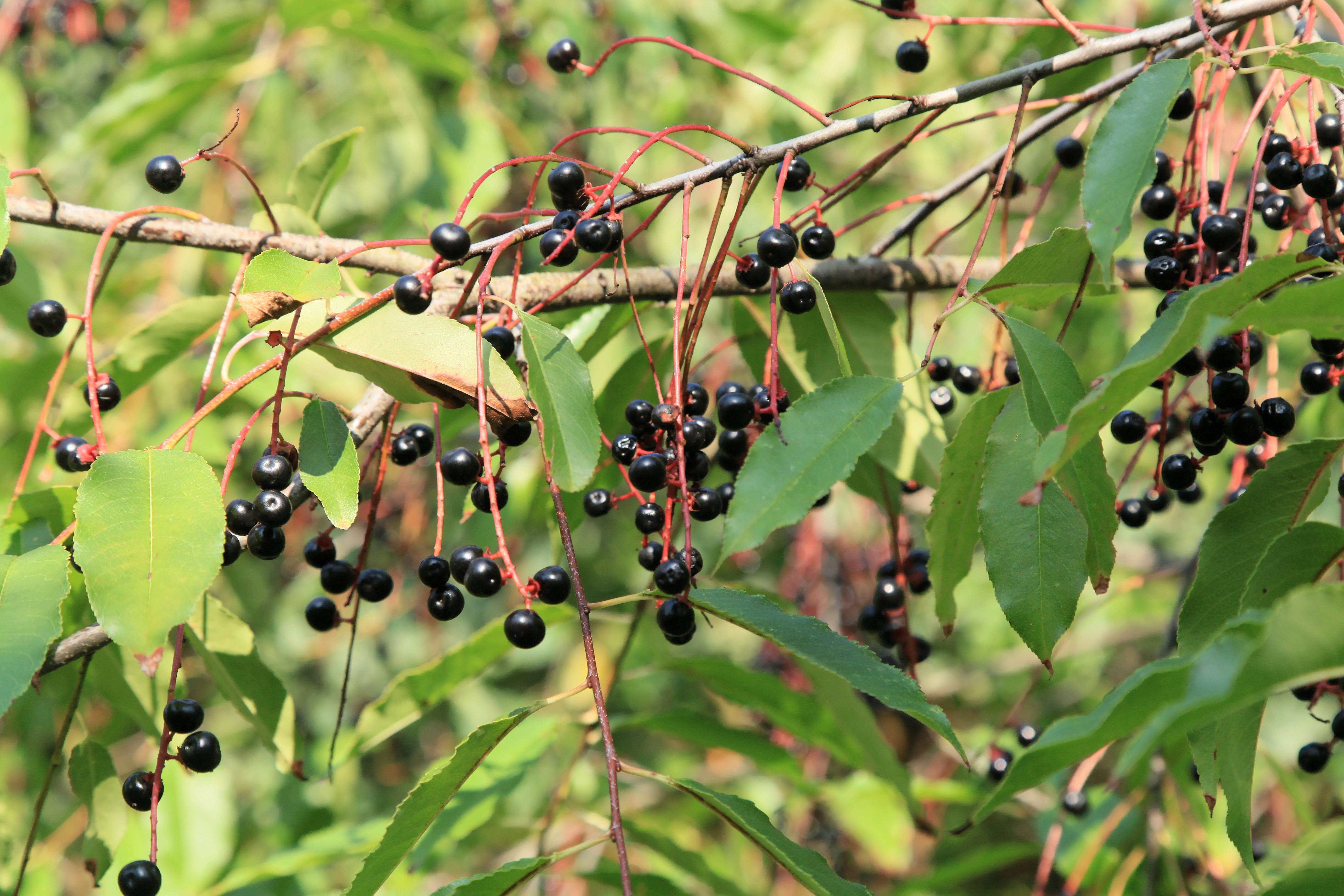
晚花稠李（樱桃木）

樱桃是某些李属喬木或灌木及其果實的統稱。欧洲甜樱桃（甜车厘子，根据颜色可分为红车厘子、金车厘子和黑车厘子）和欧洲酸樱桃（酸车厘子）是两种较为常见的食用樱桃，二者统称车厘子（粵語對英語之音譯），由于欧洲酸樱桃不是鲜食水果，水果市场上的车厘子为欧洲甜樱桃。

## 分類
樱桃包括李属樱亚属（[Prunus subgen. Cerasus] 错误：{{Langx}}：文本有斜体标记（帮助））所有物种以及李属李亚属（[Prunus subgen. Prunus] 错误：{{Langx}}：文本有斜体标记（帮助））、李属稠李亚属（[Prunus subgen. Padus] 错误：{{Langx}}：文本有斜体标记（帮助））部分物种。在《中国植物志》中，李属樱亚属处理为樱属典型樱亚属（[Cerasus subgen. Cerasus] 错误：{{Langx}}：文本有斜体标记（帮助）），而李属李亚属的樱桃处理为樱属矮生樱亚属（[Cerasus subgen. Microcerasus] 错误：{{Langx}}：文本有斜体标记（帮助））。

### 李属樱亚属Prunussubgen.Cerasus
樱亚属物种为典型的樱桃，包括广泛栽培的欧洲甜樱桃、欧洲酸樱桃、中国樱桃、日本樱花等。

### 李属李亚属Prunussubgen.Prunus
李亚属矮生樱组物种也称为樱桃，包括毛樱桃、天山樱桃、郁李、麦李、欧李等。

### 李属稠李亚属Prunussubgen.Padus
- 冬青叶樱桃 Prunus ilicifolia
- 卡塔利娜樱桃 Prunus lyonii
- 晚花稠李（樱桃木）Prunus serotina

## 名称与用途
李属樱亚属很多种类作觀賞植物栽培，如山樱花，在日本尤為盛行，统稱為櫻花，其果實一般味道欠佳而不作食用，有些雜交品種如关山樱甚至不結實。樱亚属以外的某些种类亦可用于观赏，但不一定叫做樱花，如郁李在日语中叫做庭梅。有些種類的果實可食用，通稱櫻桃，但櫻桃也可特指中國櫻桃。
全球水果市場銷售的櫻桃大部分是歐洲甜櫻桃（甜车厘子），也就是在鮮果市場上一般所稱的車厘子，此稱呼可見於1961年香港報紙的「車厘子蛋糕」食譜，1970年代報導鮮果市場的銷情概況時也用此稱。歐洲甜櫻桃吃起来口感甜中帶微酸、果肉多汁，而且營養豐富，具有較高的維他命A和C，以及鉀質。
除了常見於水果零售市場的歐洲甜櫻桃，歐洲酸櫻桃（酸车厘子）也有廣泛的栽種，一般用于烹饪菜肴或加工成甜点、罐头、果汁、果酒等。中國大陸地區除歐洲甜櫻桃外亦種植中國櫻桃和毛樱桃。櫻桃容易因碰撞受損，挑選上要注意，綠梗較新鮮，色澤深，鮮紅、暗紅色甜度高。
有些种类既有观花品种（樱花），又有食用品种（樱桃）。比如中国樱桃传统上作为果树栽培，但亦有观花品种，如泰山香樱（Prunus pseudocerasus 'Taishan Xiang'）和剑桥樱（Prunus pseudocerasus 'Cantabrigiensis'）。
有些种类的樱桃可做制作香辛料，如圆叶樱桃的种子可制成马哈利。

## 生產
| 排名                           | 国家         | 产量      |
| ------------------------------ | ------------ | --------- |
| 1                              | 俄罗斯       | 198,000   |
| 2                              | 乌克兰       | 182,880   |
| 3                              | 土耳其       | 182,577   |
| 4                              | 波兰         | 176,545   |
| 5                              | 美国         | 137,983   |
| 6                              | 伊朗         | 111,993   |
| 7                              | 塞尔维亚     | 93,905    |
| 8                              | 匈牙利       | 91,840    |
| 9                              | 乌兹别克斯坦 | 45,000    |
| 10                             | 阿塞拜疆     | 25,669    |
|                                | 世界         | 1,362,231 |
| 资料来源：联合国粮食及农业组织 |              |           |

| 排名                           | 国家         | 产量      |
| ------------------------------ | ------------ | --------- |
| 1                              | 土耳其       | 445,556   |
| 2                              | 美国         | 329,852   |
| 3                              | 伊朗         | 172,000   |
| 4                              | 西班牙       | 118,220   |
| 5                              | 意大利       | 110,766   |
| 6                              | 智利         | 83,903    |
| 7                              | 罗马尼亚     | 82,808    |
| 8                              | 乌兹别克斯坦 | 80,000    |
| 9                              | 俄罗斯       | 77,000    |
| 10                             | 希腊         | 73,380    |
|                                | 世界         | 2,245,826 |
| 资料来源：联合国粮食及农业组织 |              |           |

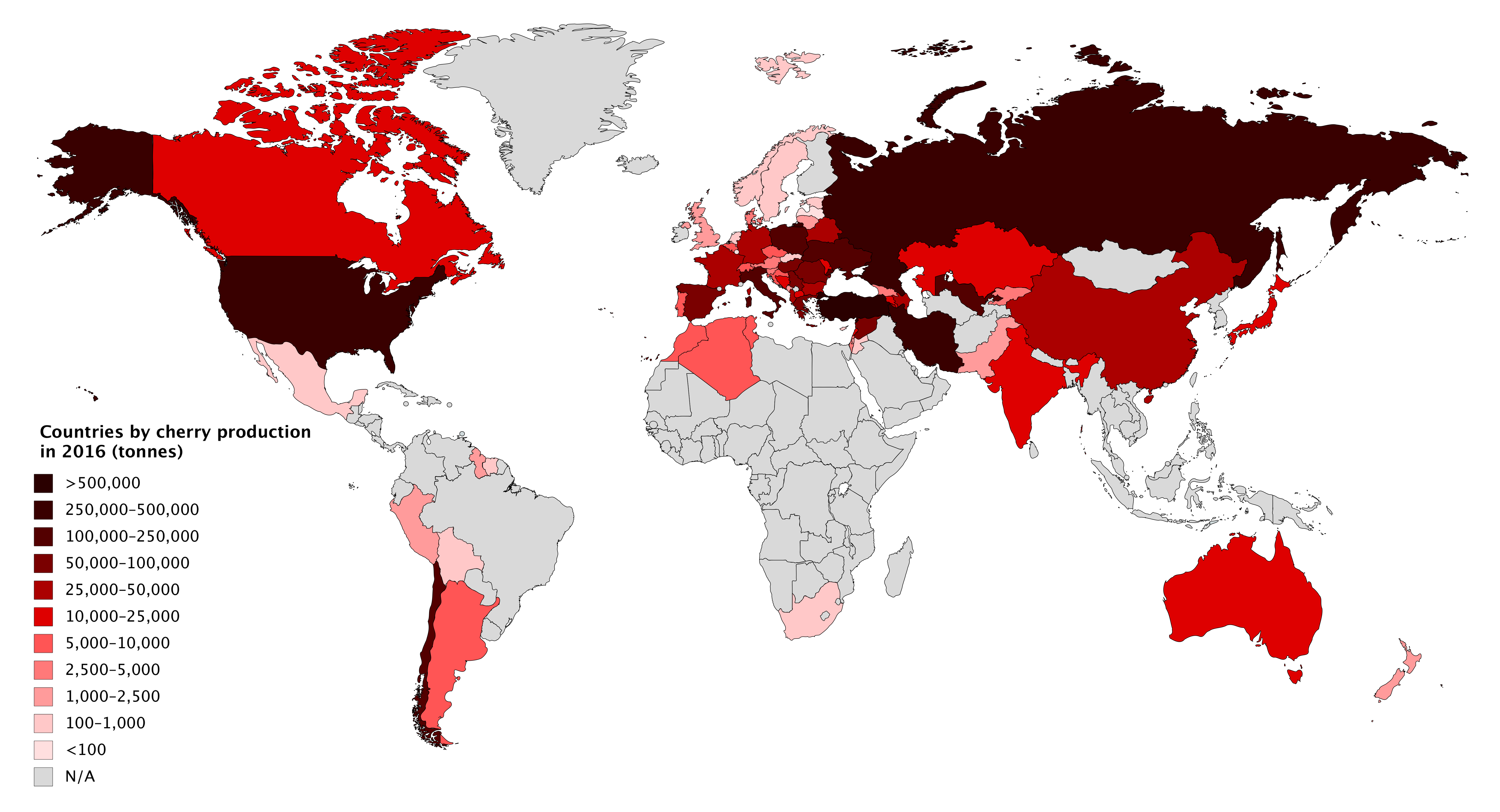
2016年世界櫻桃產量

欧洲甜樱桃主要产于欧洲（南欧、中东欧、俄罗斯为主）、西亚、乌兹别克斯坦、美国、智利等地。欧洲酸樱桃主要产于欧洲（俄罗斯、中东欧为主）、西亚、乌兹别克斯坦、美国等地。由於櫻桃在夏季成熟，所以分為南北半球產區，國際市場供應的歐洲甜櫻桃，5月至9月主要由北半球的美國及土耳其出口，12月至翌年3月主要由南半球的智利及澳洲供應。
中国大陆的欧洲甜樱桃主要产于山东、辽宁、河北等省区。中国樱桃在中国的栽培范围更广，北至辽宁，西至甘肃、云南，南至岭南。

## 食用價值
味甘、酸，性微温。能益脾胃，滋养肝肾，涩精，止泻。
中医古籍称它能“滋润皮肤”、“令人好颜色，美态”，常吃能够让皮肤更加光滑润泽。樱桃含鐵量相當低。每一百公克櫻桃含鐵量只有 0.2463毫克。
樱桃核含有氰甙，若大量誤食可能引起氰化物中毒，寻常食用不必担心。
研究結果發現，攝取櫻桃 2 天，可以降低痛風發作風險35％；攝取櫻桃萃取物則可降低45％痛風風險；若是服用allopurinol 藥物又攝取櫻桃時，痛風發作風險則可降低75％之多。櫻桃可能可以藉由增加腎絲球過濾或是降低再吸收，進而降低血清尿酸值；另外，櫻桃和櫻桃萃取物，其實都富含具有抗發炎性質的花青素，對於降低痛風風險也有幫助。

## 文化
象征性： 樱桃可以代表很多美好的事物，可以代表特别有活力的女子，可以代表很鲜活的爱情、幸福和甜蜜，蕴含着珍惜的意思。樱桃在古今中外的艺术创作中经常被名家大师用来不同的艺术手法表现，已故中国画大师齐白石、当代后当代艺术大师马艺星在绘画中对樱桃的表现都十分美妙
- 后梁宣帝有《樱桃赋》：“懿夫樱桃之为树，先百果而含荣，既离离而春就，乍苒苒而东迎。”
- 白居易有《吴樱桃》：“含桃最说出东吴，香色鲜农气味殊。洽恰举头千万颗，婆娑拂面两三株。鸟偷飞处衔将火，人争摘时踏破珠。可惜风吹兼雨打，明朝后日即应无。”

在日本的和製英語中，cherry boy（櫻桃男孩）一詞有處男之意。此外，日本作家太宰治自杀后，后人在他的忌日举行集会加以缅怀，这一集会称为“樱桃忌”。

## 名为樱桃却并非樱桃的植物
- 金虎尾属
  - 針葉櫻桃
- 番樱桃属
  - 吕宋番樱桃
  - 巴西櫻桃
  - 長果巴西櫻桃
- 茄属
  - 珊瑚樱

## 延伸阅读
[在维基数据编辑]
 《欽定古今圖書集成·博物彙編·草木典·櫻桃部》，出自陈梦雷《古今圖書集成》